# 萩原JHXヘリコプター
萩原JHXヘリコプター（はぎわらJHXヘリコプター）は、自由航空研究所の萩原久雄が試作したヘリコプター。

## 概要
サンフランシスコ講和条約締結後、航空再開の1952年から1959年までにJHX-1からJHX-4まで4機が試作されたが数メートルの浮上にとどまった。翼端噴流式とよばれる回転翼の翼端にラムジェットを備える機構で動力伝達機構や回転翼の回転に伴う反動が無いのでテールローターが不要だった。
JHX-5は製造が断念されたとされるが、飛行には至らなかったものの、途中までは製造された記録がある。

## 仕様
JHX-1
回転翼径 7.3 m
動力 パルスジェット・エンジン
エンジン着火が困難で開発中止
JHX-2
動力 ラムジェット・エンジン
JHX-3
動力 ラムジェット・エンジン
JHX-4
動力 ラムジェット・エンジン
都立航空工業高等学校で1958年9月1日に高度7 mまで上昇したが着陸時に回転翼を破損した。